# 查济村
30°30′54″N 118°01′45″E / 30.51500°N 118.02917°E
查济村是中国安徽省宣城市泾县桃花潭镇下辖的一个村，由查村和济阳村组成，位于县城以西60公里。查济村自隋朝起为查氏家族所居，村落民居沿三条溪水（许溪、石溪、岑溪）绵延三里，至今仍保存有四门（钟秀门、平岭门、巴山门、石门）、三塔（青山塔、如松塔、巴山塔），红楼桥、天申桥、麟趾桥等三十余座石桥和元代建筑德公厅屋及宝公祠、二甲祠、洪公祠、馏公祠等明清建筑200多处。
1998年5月，宝公祠、二甲祠、洪公祠、德公厅屋、进士门、怀素堂六处明清古建筑列为安徽省文物保护单位。2001年6月，查济古建筑群被公布为第五批全国重点文物保护单位 。2008年，查济村列为第四批中国历史文化名村。